# Ola de calor en Australia en 2009

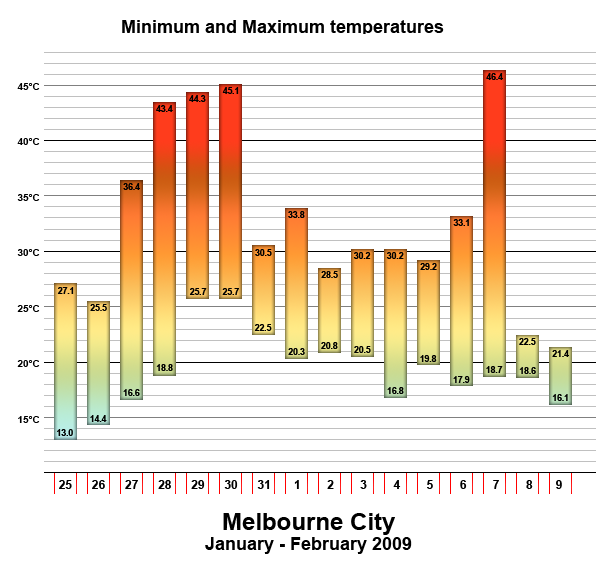
Gráfico de temperaturas en Melbourne durante el momento álgido de la ola de calor

La ola de calor en Australia en 2009 duró entre el 25 de enero y el 9 de febrero. Las áreas afectadas fueron Australia Meridional, Victoria, Sur de Nueva Gales del Sur, Norte de Tasmania, Territorio de la Capital Australiana. Se produjeron 374 muertes,
 y otras 2.000 personas tuvieron que ser hospitalizadas debido a los efectos del calor.
Esta ola de calor, iniciada a finales de enero, causó prolongados períodos de altas temperaturas en la región. Las temperaturas máximas en Adelaida y Melbourne batieron récords de más días consecutivos por encima de los 40° C. La temperatura máxima en Melbourne superó los 46 °C, y la temperatura máxima en Adelaida superó 45 °C. Muchas localidades en los estados australianos de Victoria, Nueva Gales del Sur, Australia Meridional y Tasmania tuvieron las temperaturas más altas de todos los tiempos. Adelaida marcó su tercera mayor temperatura, mientras que Melbourne marcó su mayor temperatura de la historia. Se especula que la ola de calor sea la peor de la historia de la región. Durante la ola de calor, 50 localidades distintas registraron récords de más días consecutivos y de temperaturas más altas durante el día y la noche. 
La excepcional ola de calor fue causada por un sistema de altas presiones de movimiento lento, que se estableció a lo largo del mar de Tasmania, en combinación con una intensa depresión tropical localizada a lo largo de la costa del Noroeste de Australia, y de una vaguada de monzón sobre el Norte de Australia, que producirán las condiciones ideales para que el aire caliente tropical se redirija hacia el sur, en dirección al sureste de Australia.
El calor comenzó en Australia Meridional el 25 de enero, pero se generalizó por todo el sureste del país en 27 de enero. Un débil frente frío, que seguía a lo largo de las zonas costeras del sur de Australia, llevó algún alivio el 30 de enero, incluyendo Melbourne, donde el cambio llegó en la noche del 30 de enero; las tenmperaturas caerían una media de 30,8 °C. Las temperaturas más elevadas volvieron en el fin de semana siguiente, y Melbourne registró sus días más cálidos desde que los registros comenzaron en 1855: 46,4 °C, lo que también representa una temperatura más elevada ya registrada en una capital australiana. La ola de calor creó condiciones extremas de incendios durante el momento álgido de la temporada de incendios de Australia de 2008-2009, causando muchos incendios forestales en la región afectada. El 7 de febrero, la ola de calor proporcionó condiciones extremas para la formación de incendios, lo que llevó a una serie de incendios de grandes proporciones, conocidos como Incendios del sábado negro, que causaron 173 muertes en Victoria.